# Chilocyrtus hortorum
Chilocyrtus hortorum là một loài tò vò trong họ Ichneumonidae.